# Laurent-Dominique Santoni
Pour les articles homonymes, voir Santoni.
Laurent-Dominique Santoni, né le 19 février 1877 à Genève et mort au XXe siècle, est un aviateur, ingénieur et constructeur aéronautique suisse. 
Trilingue, parlant couramment français, italien et anglais, il est aussi connu sous les noms de Lorenzo Domenico Santoni en Italie et Lawrence Dominic Santoni en Grande-Bretagne.